# Elisabeth Drejenstam Papadogeorgou
Elisabeth Drejenstam Papadogeorgou (* 20. Juli 2007) ist eine schwedische Kinderdarstellerin.

## Leben und Karriere
Papadogeorgou wurde am 20. Juli 2007 geboren. Schon im Alter von 6 Jahren war sie auf einer Theaterschule. Ihr Debüt gab sie 2018 in der Fernsehserie Zombie. Anschließend bekam sie 2019 in der Serie Panik i tomteverkstan eine Hauptrolle. Außerdem war sie 2020 in Robssons zu sehen. Unter anderem wurde Papadogeorgou 2021 für die Serie Mer panik i tomteverkstan gecastet.
Neben ihrer Muttersprache Schwedisch spricht sie noch Englisch und Griechisch.

## Filmografie
- 2018: Zombie (Fernsehserie)
- 2019: Panik i tomteverkstan (Fernsehserie)
- 2020: Robssons (Fernsehserie)
- 2021: Mer panik i tomteverkstan (Fernsehserie)